# Saverio Mercadante

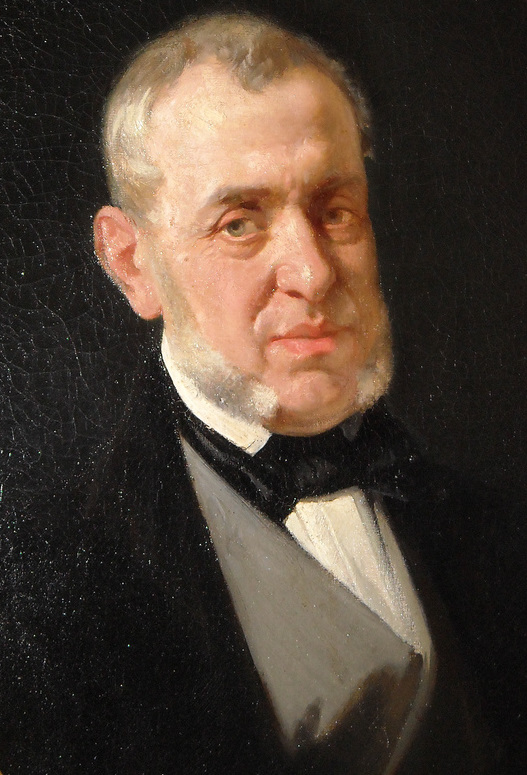
Saverio Mercadante

Giuseppe Saverio Raffaele Mercadante (getauft 17. September 1795 in Altamura bei Bari; † 17. Dezember 1870 in Neapel) war ein italienischer Komponist der sogenannten Neapolitanischen Schule.

## Leben
Mercadante kam 1795 als uneheliches Kind in ärmlichen Verhältnissen zur Welt und erhielt seine künstlerische Ausbildung ab 1808 am Conservatorio di San Sebastiano in Neapel zunächst unter Giovanni Furno, Giacomo Tritto, Violine, Flöte und Gesang, ab 1813 folgte ein reguläres Kompositionsstudium  beim Direktor des Conservatorio Niccolò Antonio Zingarelli, das er 1816 mit Auszeichnung abschloss. Bereits in dieser Zeit entstanden etwa 150 Werke, vorwiegend Kammer- und Orchesterwerke, darunter 1813 sein heute bekanntestes Werk, das 2. Flötenkonzert in e-Moll. Nach 1816 blieb er als primo aluno am Konservatorium und wurde auf die Karriere eines Opernkomponisten vorbereitet. 1818 errang er mit der Kantate L’unione delle belle arti einen ersten und glänzenden Erfolg, der ihm den Auftrag für seine erste Oper L’apoteosi di Ercole eintrug, die 1819 am Teatro San Carlo in Neapel zu Uraufführung gelangte. Die Besetzung war dieselbe wie für Rossinis Ermione, bestand mithin aus den absoluten Starsängern jener Zeit. Keinem anderen italienischen Opernkomponisten wurde je ein solches Ensemble für seinen Opernerstling zur Verfügung gestellt. Mercadante stellte sich daraufhin an allen großen Bühnen Italiens vor. Von 1823 bis 1825 war er als Nachfolger Rossinis Hauskomponist am Teatro San Carlo. In diesen Jahren widmete er seine Tätigkeit als Komponist fast nur noch der Bühne. Von 1827 bis 1830 war er in Madrid, Lissabon, Cádiz und wiederum Madrid als Komponist und Dirigent der italienischen Operntheater tätig.
In Italien hatte sich während dieser Zeit mit den Opern Bellinis die Wendung zum melodrama romantico vollzogen. Nach Italien zurückgekehrt, gelang es Mercadante ohne große Mühe, sich dieser Entwicklung anzupassen. 1832 heiratete er. Um seiner Familie einen dauerhaften Wohnsitz zu bieten, nahm er 1833 als Nachfolger von Pietro Generali die Stelle eines Kapellmeisters der Kathedrale von Novara an. Das war eine günstige Ausgangsbasis, um auch weiterhin für die großen Bühnen Oberitaliens (Turin, Mailand, Venedig) tätig zu sein. Im Rahmen seiner Tätigkeit als Kirchenkapellmeister entstand nun auch kirchliche Gebrauchsmusik, vornehmlich für Chor und Orgel. In jener Zeit entstanden etwa in gleichem Umfang Kirchenmusik und Opern für die norditalienischen Bühnen. Alljährlich zu Mariä Himmelfahrt komponierte er jedoch auch eine repräsentative Festmesse für Soli, Chor und Orchester. Das entscheidende Ereignis jener Jahre war ein halbjähriger Aufenthalt in Paris 1835/36. Rossini hatte Mercadante eingeladen, nach Donizetti und Bellini eine Oper für das dortige Théâtre-Italien zu schreiben. Als I briganti (nach Schiller) im März 1836 über die Bühne ging, hatte diese Oper großen Erfolg, der freilich durch den noch größeren Erfolg der fast zeitgleichen Uraufführung von Meyerbeers Les Huguenots in den Schatten gestellt wurde. Mercadante kehrte nach Novara zurück und verarbeitete seine in Paris erfolgte Bekanntschaft mit der französischen Oper in seinem 1837 an der Scala uraufgeführten Il giuramento (derselbe Plot wie La Gioconda), der von Anfang an als Mercadantes Meisterwerk betrachtet wurde. Mercadante selbst sprach in diesem Zusammenhang von „Reformopern“, bei denen der reine Bel-Canto durch einen Canto dramatico ersetzt und die Handlung, vormals oft nur Vorwand für das Absingen schöner Arien, nach Vorbild der Grand-operá zu einem geschlossenen Drama zusammengeschweißt werden sollte. Damit ging er über das melodrama romantico eines Bellini oder Donizetti weit hinaus, und darin liegt sein bleibendes musikhistorisches Verdienst. Ohne Mercadantes Reformopern ist das Frühwerk von Giuseppe Verdi nicht zu verstehen, und in Kenntnis von Mercadantes Opern wird deutlich, wie sehr Verdi Modelle Mercadantes übernahm.
1840 wurde Mercadante als Nachfolger seines Lehrers Zingarelli zum Direktor des königlichen Konservatoriums in Neapel berufen. Mercadante nahm diese Aufgabe sehr ernst. Mit Amtsantritt fühlte er sich quasi als Schulhaupt der Scuola napoletana. Zudem versetzte dieses Amt ihn in die Position eines freischaffenden Komponisten, insofern er nunmehr von diesem Grundgehalt leben konnte, ohne auf zusätzliche Kompositionsaufträge angewiesen zu sein. Als Direktor des Konservatoriums legte er vor allem Wert auf die bis dahin vernachlässigte Ausbildung qualifizierter Instrumentalisten, die die gewachsenen Anforderungen des zeitgenössischen Opernbetriebs erfüllen konnten. Jeden Samstag hielt er persönlich Orchesterprobe mit dem Studentenorchester. Mit diesem brachte er unter anderem die neapolitanische Erstaufführung von Beethovens Eroica auf den Weg. Auch Weber dirigierte er gerne. Zudem wandte er sich nunmehr selbst wieder der Komposition von Orchestermusik zu und ermutigte auch seine Kompositionsschüler dazu. Dabei ging es ihm nicht darum, die deutsche Sinfonik zu imitieren, sondern eine genuin italienische Form von Orchestermusik zu schaffen, oftmals in Form von Programmmusik, die man als Opernszene ohne Worte charakterisieren könnte. Opern komponierte er nur mehr in großen zeitlichen Abständen, und nach 1856 verzichtete er ganz darauf. Hingegen schuf er weiterhin Kirchenmusik, vornehmlich große repräsentative Messen für Festgottesdienste. Diese Tätigkeit setzte er auch nach 1861 fort, nachdem er vollständig erblindet war. Nunmehr diktierte er seinen Schülern vom Klavier aus neue Werke, damit Komposition und Kompositionsunterricht verbindend. Mit wachsender Erfahrung wagte er sich dabei an immer größere Werke; zuletzt vollendete er 1869 eine große Messe. Danach nahm er noch einmal eine Oper in Angriff, die er bis zur Mitte des ersten Aktes vollendet hatte, als ihn im Konservatorium ein Schlaganfall traf, von dem er sich nicht mehr erholte. Er starb vollständig paralysiert nach wenigen Tagen im Dezember 1870.
Mercadante gehörte einer liberalen Familie an, die schon 1799 die kurzlebige Republik Neapel unterstützt hatte. Entsprechend gespannt war sein Verhältnis zur Restauration der Monarchie unter den Bourbonen. Den Einmarsch Garibaldis und den Anschluss an das vereinigte Königreich Italien 1860 begrüßte er nicht nur, sondern setzte ihm auch kompositorisch in seiner Garibaldi-Sinfonie ein Denkmal.
Die Académie royale des Sciences, des Lettres et des Beaux-Arts de Belgique nahm ihn 1852 als assoziiertes Mitglied auf. Ab 1856 war Mercadante auswärtiges Mitglied der Académie des Beaux-Arts. Im August 1876 wurde ihm in Neapel ein Denkmal errichtet.
Mercadante war zu seinen Lebzeiten sehr erfolgreich, seine Opern wurden in ganz Italien und auch im Ausland oft noch jahrelang nach ihrer Uraufführung gespielt. Nach 1880 begann sein Glanz allerdings zu verblassen, und seine Opern tauchten kaum mehr auf den Spielplänen der Opernhäuser auf. Seit etwa 1970 werden Mercadantes Opern insbesondere bei auf selten aufgeführte italienische Opern spezialisierten Opernhäusern und Festspielen wie Martina Franca, Rossini in Wildbad oder Wexford vermehrt wieder gespielt. Dabei werden diese inzwischen auch mehr und mehr szenisch aufgeführt. Sein Flötenkonzert Nr. 2 e-Moll wurde vielfach auf CD eingespielt; auch seine aus der Frühzeit stammenden Flötenquartette erfreuen sich wachsender Beliebtheit. Ein Hornkonzert existiert, allerdings ohne dass es bisher datierbar ist. Die späten Orchesterwerke und insbesondere die Kirchenmusik gilt es hingegen erst noch wieder zu entdecken.

## Werke
- L’apoteosi d’Ercole (UA Teatro San Carlo, Neapel, 1819)
- Violenza e costanza, ossia I falsi monetari (UA Teatro Nuovo, Neapel 1820; später als Il castello dei spiriti, Lissabon 1825)
- Anacreonte in Samo (UA Teatro San Carlo, Neapel, 1820)
- Il geloso ravveduto (UA Teatro Valle, Rom, 1820)
- Scipione in Cartagine (UA Teatro Argentina, Rom, 1820)
- Maria Stuarda, regina di Scozia (UA Teatro Comunale, Bologna, 1821)
- Elisa e Claudio, ossia L’amore protetto dall’amicizia (UA Teatro alla Scala, Mailand, 1821)
- Andronico (UA Teatro La Fenice, Venedig, 1821)
- Il posto abbandonato, ossia Adele ed Emerico (UA Teatro alla Scala, Mailand, 1822; Neufassung Madrid 1826)
- Amleto (UA Teatro alla Scala, Mailand, 1822)
- Alfonso ed Elisa (UA Teatro Nuovo, Mantua, 1822; revidierte Fassung als Aminta ed Argira, UA Reggio Emilia, 1823)
- Didone abbandonata (UA Teatro Regio, Turin, 1823)
- Gli sciti (UA Teatro San Carlo, Neapel, 1823)
- Costanzo ed Almeriska (UA Teatro San Carlo, Neapel, 1823)
- Gli amici di Siracusa (UA Teatro Argentina, Rom, 1824)
- Doralice (UA Kärntnertortheater, Wien, 1824)
- Le nozze di Telemaco ed Antiope (Pasticcio, UA Kärntnertortheater, Wien, 1824)
- Il podesta di Burgos, ossia Il signore del villaggio (UA Kärntnertortheater, Wien, 1824)
- Nitocri (UA Teatro Regio, Turin, 1824)
- Erode, ossia Marianna (UA Teatro La Fenice, Venedig, 1824)
- Ipermestra, erste Oper dieses Namens, Libretto: Luigi Ricciuti (UA Teatro San Carlo, Neapel, 1825)
- Caritea, regina di Spagna (Donna Caritea), ossia La morte di Don Alfonso re di Portogallo (UA Teatro La Fenice, Venedig, 1826)
- Ezio (UA Teatro Regio, Turin, 1827)
- Il montanaro (UA Teatro alla Scala, Mailand, 1827)
- Ipermestra, zweite Oper dieses Namens, Libretto: Pietro Metastasio (UA Teatro São Carlos, Lissabon, 1827)
- La testa di bronzo, ossia La capanna solitaria (UA Privattheater des Barons Quintella in Laranjeiras, Lissabon; 1827)
- Adriano in Siria (UA Teatro de São Carlos, Lissabon, 1828)
- Gabriella di Vergy (UA Teatro de São Carlos, Lissabon, 1828; revidierte Fassung Genua, 1832)
- La rappresaglia (UA Teatro Principal, Cádiz, 1829)
- Don Chisciotte alle nozze di Gamaccio (UA Teatro Principal, Cádiz, 1830)
- Francesca da Rimini (1831, UA Martina Franca, 30. Juli 2016)[3]
- Zaïra (UA Teatro San Carlo, Neapel, 1831)
- I normanni a Parigi (UA Teatro Regio, Turin, 1832)
- Ismalia, ossia Amore e morte (UA Teatro alla Scala, Mailand, 1832)
- Il conte di Essex (UA Teatro alla Scala, Mailand, 1833)
- Emma d’Antiochia (UA Teatro La Fenice, Venedig, 1834)
- Uggero il danese (UA Teatro Riccardi, Bergamo, 1834)
- La gioventù di Enrico V (UA Teatro alla Scala, Mailand, 1834)
- I due Figaro (1827–1829; UA Teatro Principe, Madrid, 1835)
- Francesca Donato, ossia Corinto distrutta (UA Teatro Regio, Turin, 1835; revidierte Fassung: Teatro San Carlo, Neapel, 1845)
- I briganti (UA Théâtre-Italien, Paris, 1836), nach Schillers Drama Die Räuber
- Il giuramento (UA Teatro alla Scala, Mailand, 1837)
- Le due illustri rivali (UA Teatro La Fenice, Venedig, 1838)
- Elena da Feltre (UA Teatro San Carlo, Neapel, 1839)
- Il bravo (La veneziana) (UA Teatro alla Scala, Mailand, 1839)
- La vestale (UA Teatro San Carlo, Neapel, 1840)
- La solitaria delle Asturie, ossia La Spagna ricuperata (UA Teatro La Fenice, Venedig, 1840)
- Il proscritto (UA Teatro San Carlo, Neapel, 1842)
- Il reggente (UA Teatro Regio, Turin, 1843; revidierte und ergänzte Fassung: Triest, 1843)
- Leonora (UA Teatro Nuovo, Neapel, 1844)
- Il Vascello de Gama (UA Teatro San Carlo, Neapel, 1845)
- Orazi e Curiazi (UA Teatro San Carlo, Neapel, 1846)
- La schiava saracena, ovvero Il campo di Gerosolima (UA Teatro alla Scala, Mailand, 1848; revidierte Fassung: Teatro San Carlo, Neapel, 1850)
- Medea (UA Teatro San Carlo, Neapel, 1851)
- Statira (UA Teatro San Carlo, Neapel, 1853)
- Violetta (UA Teatro Nuovo, Neapel, 1853)
- Pelagio (UA Teatro San Carlo, Neapel, 1857)
- Virginia (1845–1855; UA Teatro San Carlo, Neapel 1866)
- I Cacciatori delle Alpi (1866)
- L’orfano di Brono, ossia Caterina dei Medici (1870, nur 1. Akt vollendet)